# Tipao
Os tipao (chinês: 邸报 Pinyin: dǐ bào) eram informes do palácio ou boletins imperiais ou jornais publicado pelos governos centrais ou regionais da China. Diferentes fontes indicam que as primeiras publicações datam desde os primórdios da Dinastia Han (206 a.C. – 220 d.C.) ou até períodos posteriores como a Dinastia Tang (18 de junho de 618 a 4 de junho 907). Apresentavam notícias e anúncios oficiais e eram feitos para serem lidos somente por burocratas com mais estudo. Alguns tipaos, porém, eram destinados apenas para algumas categorias hierárquicas de burocrata. Alguns itens selecionados desses periódicos eram então divulgados aos cidadãos locais de forma oral ou mesmo afixados em certos locais para leitura. 
A frequência das publicações era bem variada conforme local e época. Antes da implementação da imprensa na China, os tipaos eram manuscritos ou mesmo impressos com blocos de tipos de madeira (como carimbos). Com a introdução de jornais no estilo europeu em língua chinesa, bem como a maior inter-relação de negócios dos chineses com o resto do mundo, os tipao precisaram se adaptar. A circulação da Gazeta de Beijing fez esse tipo de circulação de notícias ser cessado com a queda do Império Manchu em 1911.